# Nils Spangenberg
Nils Spangenberg, född 18 maj 1956, är en svensk sångare, regissör, professor  och pedagog. 
Han utsågs 2001 till konstnärlig ledare vid Vadstena-Akademien och är sedan 2009 även vd. Nils Spangenberg har bl.a. studerat vid Musikhögskolan och Teater- och operahögskolan i Göteborg. Mellan 1981 och 1988 var han verksam vid Stora Teatern i Göteborg som sångare, producent, regiassistent och regissör. Han har även verkat vid Kungliga Operan, Drottningholms Slottsteater, Norrlandsoperan, Confidencen, Musikteatern i Värmland och vid SVT. Han var lärare i scenframställning vid Operahögskolan i Stockholm i Stockholm 1989-2010. Nils Spangenberg har även undervisat vid Teater- och Operahögskolan i Göteborg samt en rad andra musik- och operautbildningar. 2017-2022 ingick han tillsammans med pianisten Matti Hirvonen och hovsångerskan Hillevi Martinpelto i den konstnärliga ledningen för Vadstena Sång- och Pianoakademi. Sedan 2021 är Nils Spangenberg även professor vid Musik- och operahögskolan, Mälardalens universitet, Västerås.
Nils Spangenberg har beställt många nya operor som har uruppförts i Bröllopssalen på Vadstena slott eller på Vadstena Gamla teater. Bland dem kan nämnas Tokfursten av Carl-Unander Scharin, Ärret av Paula Malmborg Ward, Arnaía av Jesper Nordin, Du får inte gå av Ylva Q Arkvik, Four Nights of Dream och Son of Heaven av Moto Osada, The Importance of being Earnest av B. Tommy Andersson, Zebran av Tebogo Monnakgotla och Andefabriken, 2023, av Daniel Nelson.

## Priser och utmärkelser
- 2013 – Rolf Wirténs kulturpris.[3]
- 2013 – Guldkvasten från "Kvast" eller den ideella föreningen Kvinnlig anhopning av svenska tonsättare med motiveringen: ”För att på ett innovativt sätt ha satt ljuset på musik av kvinnor från tidigare sekel och visat att man kan fylla sommaren med enbart kvinnors musik från renässans till nutid.” (Tillsammans med Vadstena-Akademien.)
- 2014 – HM Konungens medalj i 8:e storleken i Serafimerordens band "för värdefulla insatser för svenskt musikliv".
- 2015 – Föreningen Svenska Tonsättares pris Musikens möjliggörare.
- 2024 – Natur & Kulturs kulturpris[4]